# Sālband
Sālband (persiska: سالبَند, سالبند) är en ort i Iran.   Den ligger i provinsen Västazarbaijan, i den nordvästra delen av landet, 700 km nordväst om huvudstaden Teheran. Sālband ligger 1 290 meter över havet och antalet invånare är 142.
Terrängen runt Sālband är kuperad åt sydost, men åt nordväst är den bergig. Sālband ligger nere i en dal. Runt Sālband är det ganska glesbefolkat, med 39 invånare per kvadratkilometer. Närmaste större samhälle är Bāzargān, 19,8 km söder om Sālband. Trakten runt Sālband består i huvudsak av gräsmarker.